# STK Omladinac Brođanci

## Povijest kluba
Stolni tenis se u Brođancima igra od sedamdesetih godina. Učitelj Matija Hudolin je nabavio prvi stol za stolni tenis i obučio prvu ekipu te oformio školski klub pod imenom ˝Polet ˝ 1973. godine. Pod trenerskim vodstvom Matije Hudolina, prve uspjehe i pehare u Brođance su donijeli: Mladen Lacković, Zlatko Lacković, Ljubomir Kolarić i Ivica Kučinac. Budući da je svaka zima donosila sve veći broj zainteresiranih za stolni tenis, 1976. se u selu osniva stolnoteniski klub ˝Omladinac˝. Nakon šest godina natjecanja u općinskoj ligi Valpovo, koja je tada imala dvadesetak klubova, 1982. godine igrači Omladinca izborili su uvrštenje u viši rang natjecanja, tadašnju Slavonsko-Baranjsku ligu. Kvalifikacijski turnir odigran je na dan održavanja Olimpijade starih športova u Brođancima, a ekipu su sačinjavali: Mirko Lacković, Ivica Kučinac i Zorislav Vučkovac. Najbolji rezultati u povijesti kluba ostvareni su od 1988. do 1990. kada Brođanci osvajaju prvo mjesto Slavonsko-Baranjske lige tri godine za redom. U vrijeme Domovinskog rata, nakratko zamiru natjecanja i aktivnosti kluba. Na žalost u ratu pogiba i jedan od najboljih igrača Omladinca tog vremena Tomislav Kranjčević. Memorijalni turnir njemu u čast odigrava se svake godine na dan raketiranja Bizovca 7.11. Danas klub ima tridesetak članova raznih dobi. Najbolji igrači natječu se u 3. hrvatskoj ligi Regije Istok, druga ekipa igra županijsku ligu Osijek, a najmlađi se obučavaju na mnogobojnim turnirima u Osijeku i okolici. Brođanci su malo šokačko selo sa 600 stanovnika, a u stolnom tenisu odmjeravaju snage s gradovima kao što su Osijek, Vinkovci, Vukovar, Đakovo, Darda, Beli Manastir, Našice, Belišće, Valpovo i time su u klubu jako ponosni, a igrači Omladinca su u tim gradovima vrlo priznati. Velike zasluge za položaj kluba u svijetu stolnog tenisa ima ispred svih, najbolji igrač kluba svih vremena Mirko Lacković, a odmah do njega Drago Tolić te uspješan igrač i organizator Zorislav Vučkovac. Da bi se tradicija igranja stolnog tenisa u Brođancima nastavila, puno napora ulaže se u razvoj mladih, a svoje iskustvo na njih prenose upravo ovi stari asovi ping-ponga. Financijsku pomoć klubu pruža općina Bizovac iz svog proračuna te privrednici našega kraja, no većinu opreme i troškova kluba podmiruju sami igrači. U Brođancima mnogi vole taj sport pa tako u zimskim mjesecima u Omladinskom domu možete zateći i šestogodišnjake i šezdesetogodišnjake, a vrata kluba su svima otvorena, pa makar se htjeli samo malo ugrijati za stolom s reketom u ruci. Najmlađe snage kluba sada čine: Kristijan Lacković, Filip i Ivan Ilin, Igor Vučkovac, Luka Lacković, Marko Magušić, Ivan Vidaković, Krisijan Kiš, Robert Magušić i drugi. Trenutačni predsjednik kluba je Zorislav Vučkovac. Nadamo se da će u Brođancima uvijek biti zaljubljenika u stolni tenis, te da se će se tradicija nastaviti.

## Vanjske poveznice
- http://www.osijek031.com/osijek.php?topic_id=69662
- https://hr-hr.facebook.com/stkoml/